# 사분의자리 유성우

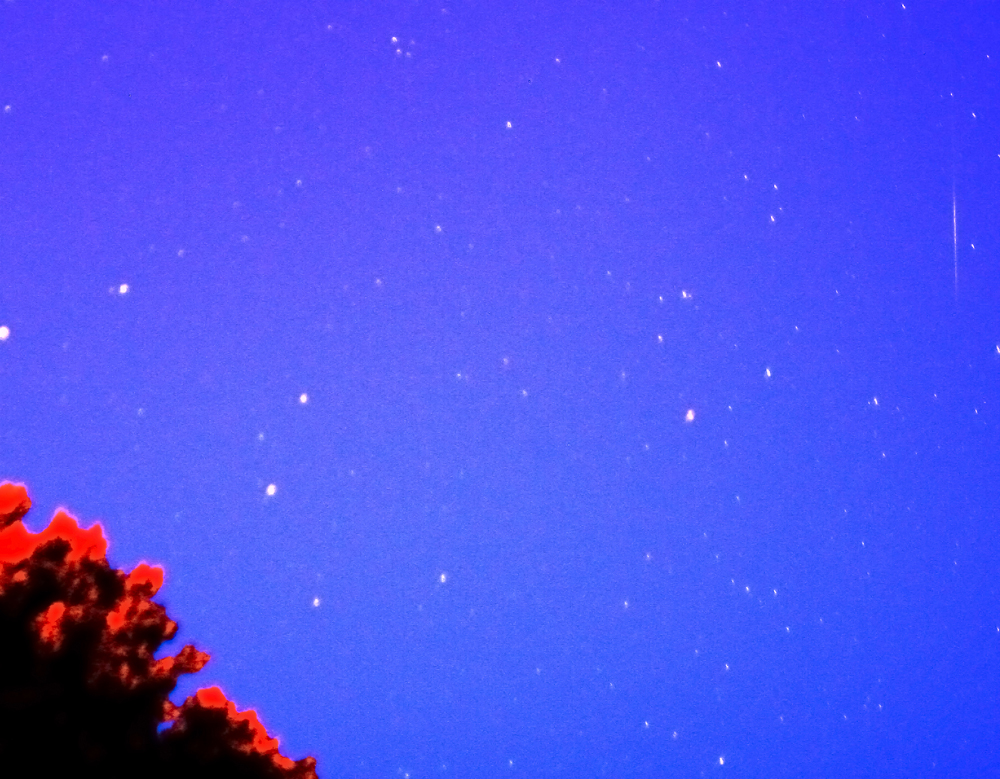
2009년 1월 3일 찍은 사분의자리 유성우. 오른쪽에 유성이 떨어지고 있다.

사분의자리 유성우(영어: Quadrantids)는 강력한 1월의 유성우이다. 이 유성우의 복사점은 적경 15h 20m, 적위 +49° 0′로 목동자리 안에 있다.
사분의자리 유성우를 관측하기 좋은 날은 1월 3일이지만 1일에서 5일까지 보일 수 있다. 복사점은 자정 이후에나 지평선위로 떠오르지만 그전부터 유성을 관측할 수 있으며, 자정 이후에는 더 많은 유성을 볼 수 있다.

## 발견 및 역사
1839년 아돌프 케틀레와 에드워드 클라우디스 헤릭이 독자적으로 이 유성우가 매년 발생한다는 것을 발견했다. 당시 있었던 별자리인 사분의자리의 이름이 붙었고 이후 별자리가 개편되면서 사분의자리는 폐지되었지만 유성우에는 지금도 별자리의 이름이 남아 있다.

## 모천체
2003년 피터 제니스켄스는 사분의자리 유성우의 모천체가 2003 EH1일 것이라는 가설을 제안하였다. 또한, 2003 EH1는 혜성 C/1490 Y1과 연관이 있을 수 도 있다.

## 같이 보기
- 2003 EH1
- C/1490 Y1
- 유성우 목록
- 유성우